# Летерби, Эндрю
Эндрю Летерби (англ. Andrew Letherby; род. 19 сентября 1973, Модбери) — австралийский легкоатлет, специалист по бегу на длинные дистанции и марафону. Выступал в статусе элитного спортсмена в 1996—2012 годах, победитель и призёр первенств национального значения, бронзовый призёр Игр Содружества.

## Биография
Эндрю Летерби родился 19 сентября 1973 года в Модбери, пригороде Аделаиды, Южная Австралия. Позже переехал на постоянное жительство в Квинсленд, а в 1994 году по спортивной стипендии поступил в Университет штата Джорджия, где получил степень бакалавра наук. В 2001 году женился на американке и с этого времени на протяжении всей своей дальнейшей спортивной карьеры постоянно проживал в Боулдере, штат Колорадо.
Впервые пробежал марафон в 2000 году в Сиднее, показав результат 2:27:39. В том же сезоне вошёл в состав австралийской национальной сборной и выступил на чемпионате мира по полумарафону в Веракрусе, где с результатом 1:07:38 занял 37-е место.
В 2001 году занял 15-е место на Чикагском марафоне (2:15:06).
В 2002 году финишировал восьмым на Токийском марафоне (2:15:53) и побывал на Играх Содружества в Манчестере, где в программе марафона завоевал бронзовую медаль — в борьбе за третье место выиграл финишный спринт у титулованного кенийца Эрика Вайнайны. Также в этом сезоне стартовал на Сеульском марафоне, но здесь сошёл с дистанции и не показал никакого результата.
В 2003 году занял 17-е место на Лондонском марафоне (2:18:25), 35-е место на чемпионате мира в Париже, 14-е место на Фукуокском марафоне (2:12:45).
В 2004 году отметился выступлением на кроссовом чемпионате мира в Брюсселе, финишировал восьмым на Бостонском марафоне (2:19:31), двенадцатым на Нью-Йоркском марафоне (2:15:48).
В 2005 году вновь был восьмым в Бостоне (2:16:38), в рамках Берлинского марафона пришёл к финишу восьмым и установил свой личный рекорд — 2:11:42.
В 2006 году принимал участие в Играх Содружества в Мельбурне, на сей раз в марафоне финишировал пятым (2:17:11). При этом в Нью-Йорке занял 18-е место (2:19:53). Одержал победу на чемпионате Австралии в беге на 10 000 метров.
В 2007 году стартовал на чемпионате мира по кроссу в Момбасе, показал третий результат на Бабушкином марафоне в Дулуте (2:18:00) и одиннадцатый результат на Миланском марафоне (2:15:34), тогда как в Берлине не финишировал.
В 2008 году участвовал в кроссовом чемпионате мира в Эдинбурге, занял 14-е место на Лондонском марафоне (2:13:50), 15-е место на Балтиморском марафоне (2:27:55), шестое место на Гонолульском марафоне (2:25:32).
В 2009 году в марафоне на чемпионате мира в Берлине закрыл тридцатку сильнейших (2:17:29). Бежал марафоны в Крайстчерче и Уанкайо.
В 2010 году одержал победу на домашнем марафоне в Болудере (2:33:07).
Последний раз принимал участие в марафоне в статусе элитного спортсмена в сезоне 2011 года, когда занял 22-е место на Марафоне Беппу — Оита (2:26:07).